# Karl von Rabe
Karl Emil Ernst Moritz von Rabe (* 5. Juli 1843 in Berlin; † 1. Dezember 1921) war ein preußischer Oberst und von 1894 bis 1896 Abgeordneter des Preußischen Abgeordnetenhauses.

## Leben
Karl von Rabe war der ältere von zwei Söhnen des Staatsministers Rudolf von Rabe und dessen Ehefrau Hildegard Johanna, geborene Freiin von Boyneburg (1824–1848). 1881 heiratete er in Berlin Alexandra verwitwete von Rundstedt, geborene Freiin von Humboldt (1851–1909). Alexandras Tochter Agnes Viktoria Gabriele Hermine „Hermy“ von Rundstedt (1870–1949) heiratete 1888 auf Groß Silber den jungen Reiteroffizier Eberhard Graf von Schmettow.
Rabe besuchte zunächst mit seinem Bruder Rudolf jun. von Rabe und seinen beiden Cousins Erich von Rabe und Oskar von Rabe die Ritterakademie Brandenburg. Bekanntester Mitschüler dort wurde Bernhard von Bredow. Dann schlug er eine Militärkarriere in der Preußischen Armee ein, nahm 1870/71 als Premierleutnant im 2. Garde-Dragoner-Regiment am Krieg gegen Frankreich teil und wurde mit dem Eisernen Kreuz II. Klasse ausgezeichnet. Vom 21. November 1874 bis zum 13. Oktober 1881 war Rabe als Adjutant der Garde-Kavallerie-Division kommandiert. Anschließend kam er in den Großen Generalstab und stieg am 27. Dezember 1882 zum Major auf. Am 13. März 1888 wurde er unter Stellung à la suite zunächst mit der Führung des Kürassier-Regiments „Königin“ (Pommersches) Nr. 2 beauftragt und am 19. September 1888 unter Beförderung zum Oberstleutnant zum Regimentskommandeur ernannt. Am 15. Dezember 1890 avancierte er zum Oberst. In Genehmigung seines Abschiedsgesuches wurde Rabe am 16. Juli 1891 mit Pension und der Berechtigung zum Tragen der Regimentsuniform der Abschied bewilligt. Anlässlich seiner Verabschiedung erhielt er den Roten Adlerorden III. Klasse mit der Schleife.
Als Vertreter der Konservativen im Wahlkreis Stettin 4 (Pyritz, Saatzig) gehörte er während der 18. Wahlperiode dem Preußischen Abgeordnetenhaus an. Am 20. Januar 1896 schied er vorzeitig aus dem Abgeordnetenhaus aus.
Er war Rechtsritter des Johanniterordens und lebte in Groß Silber bei Butow im pommerschen Kreis Saatzig.